# フェルディナント・ヤーゲマン
フェルディナント・ヤーゲマン（Ferdinand Jagemann、1780年8月24日 - 1820年1月9日）はドイツの画家である。

## 略歴
ヴァイマルで生まれた。父親は『アンナ・アマーリア大公妃図書館』の司書を務めた学者で、姉に有名な女優のカロリーネ・ヤーゲマンがいる。カッセルの画家、ヨハン・ハインリヒ・ティシュバインに学んだ。ヴァイマルの宮廷画家、ゲオルク・メルヒオール・クラウスやウィーン美術院のハインリヒ・フリードリヒ・フューガーにも学んだ。
1802年から1804年の間はパリに滞在しジャック＝ルイ・ダヴィッドやジャン＝バプティスト・ルニョーに学んだ後、ヴァイマルに戻り、肖像画家として働いた。ザクセン＝ヴァイマル＝アイゼナハ大公カール・アウグストが設立した美術学校、「ヴァイマル公爵家自由絵画学校」(Fürstliche freie Zeichenschule Weimar)の教授に任じられた。
1806年から1810年にはローマに再び留学し、彫刻家のティーク（Friedrich Tieck）と友人となった。1814年からマイヤー（Johann Heinrich Meyer）と美術学校の校長となった。39歳でヴァイマルで没した。
同時代の人物の肖像画を描いたことで知られ、とりわけゲーテの肖像画を何点か描いた。

## 作品

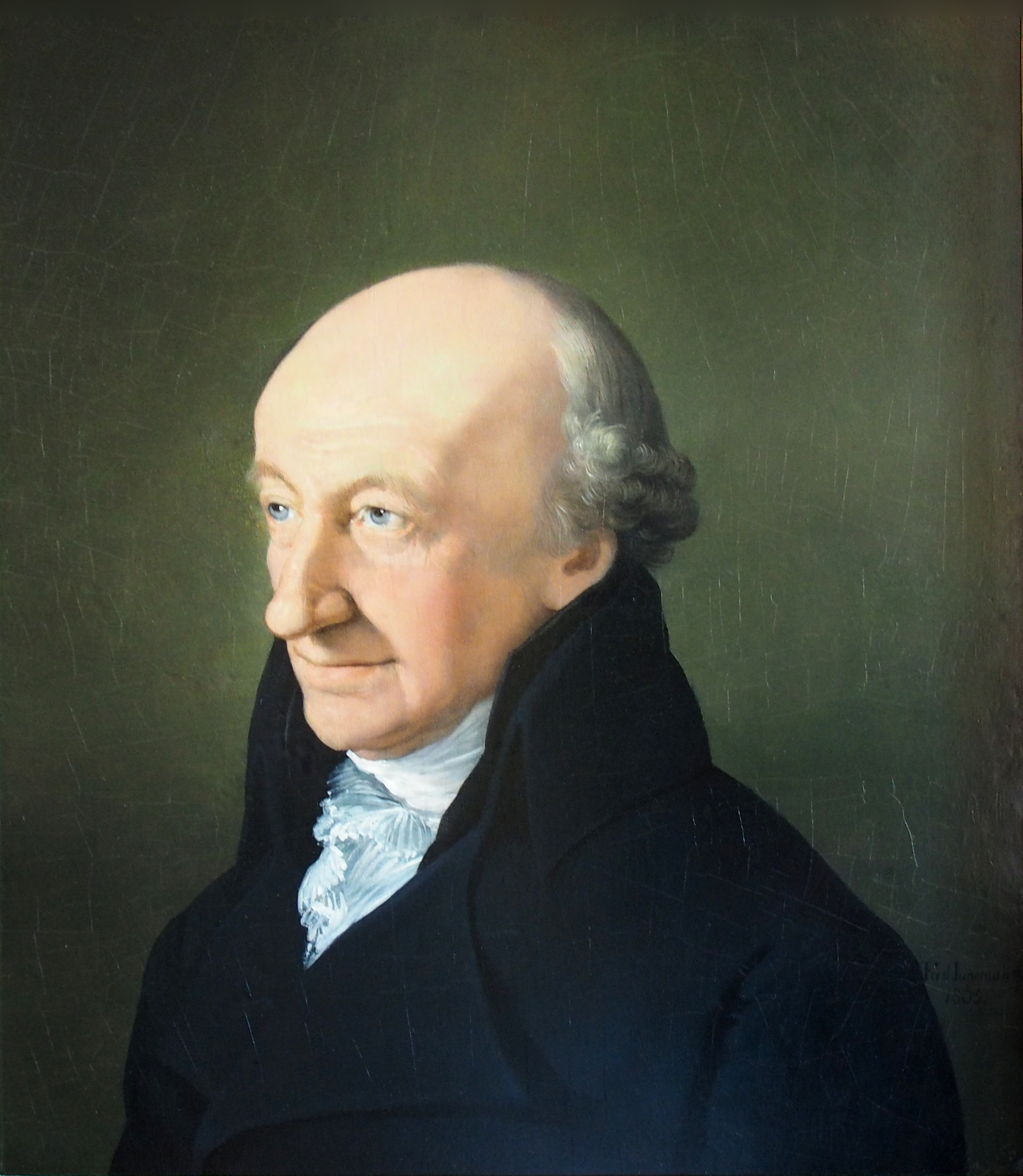
クリストフ・マルティン・ヴィーラント  (1805)
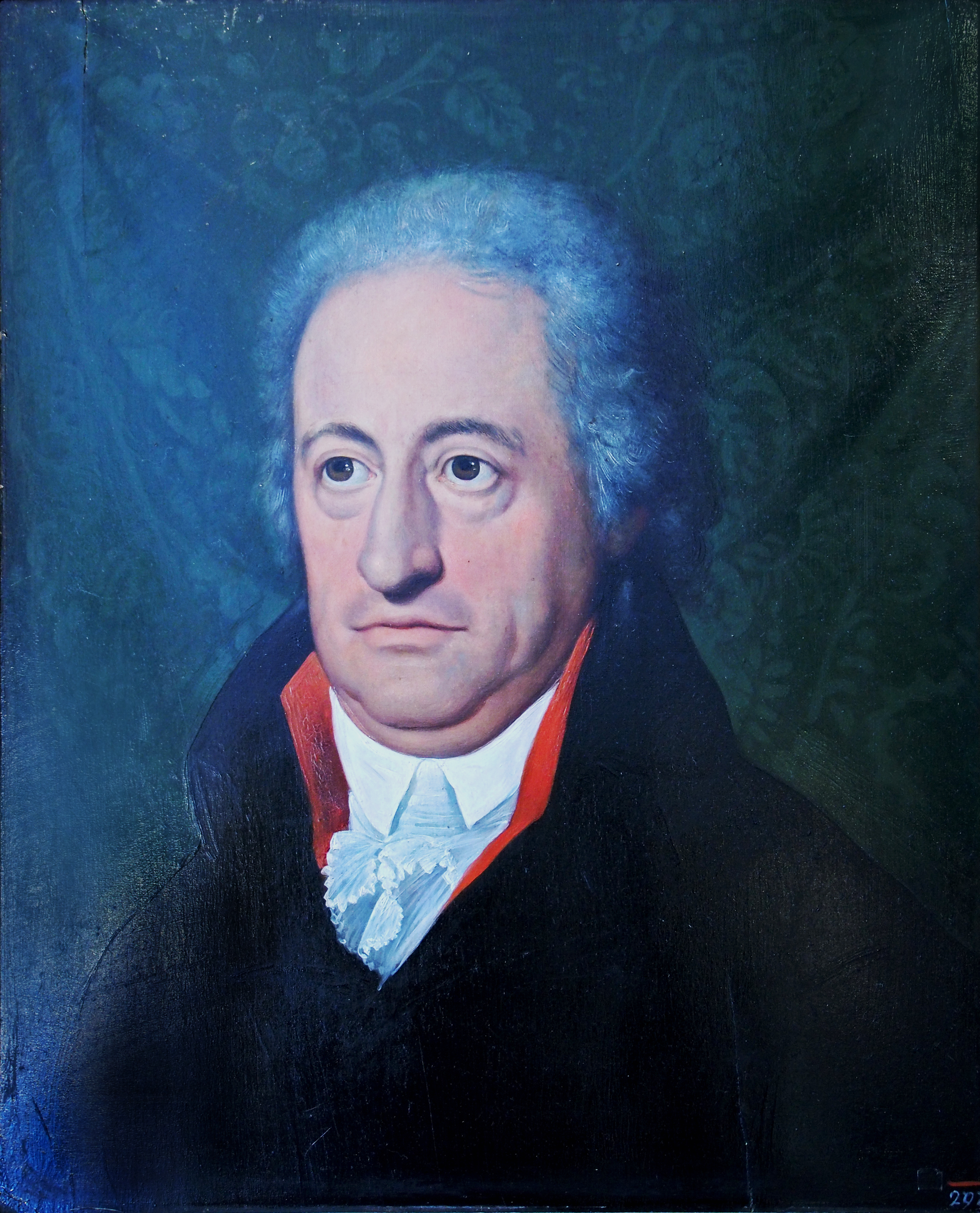
ヨハン・ヴォルフガング・フォン・ゲーテ (1806)
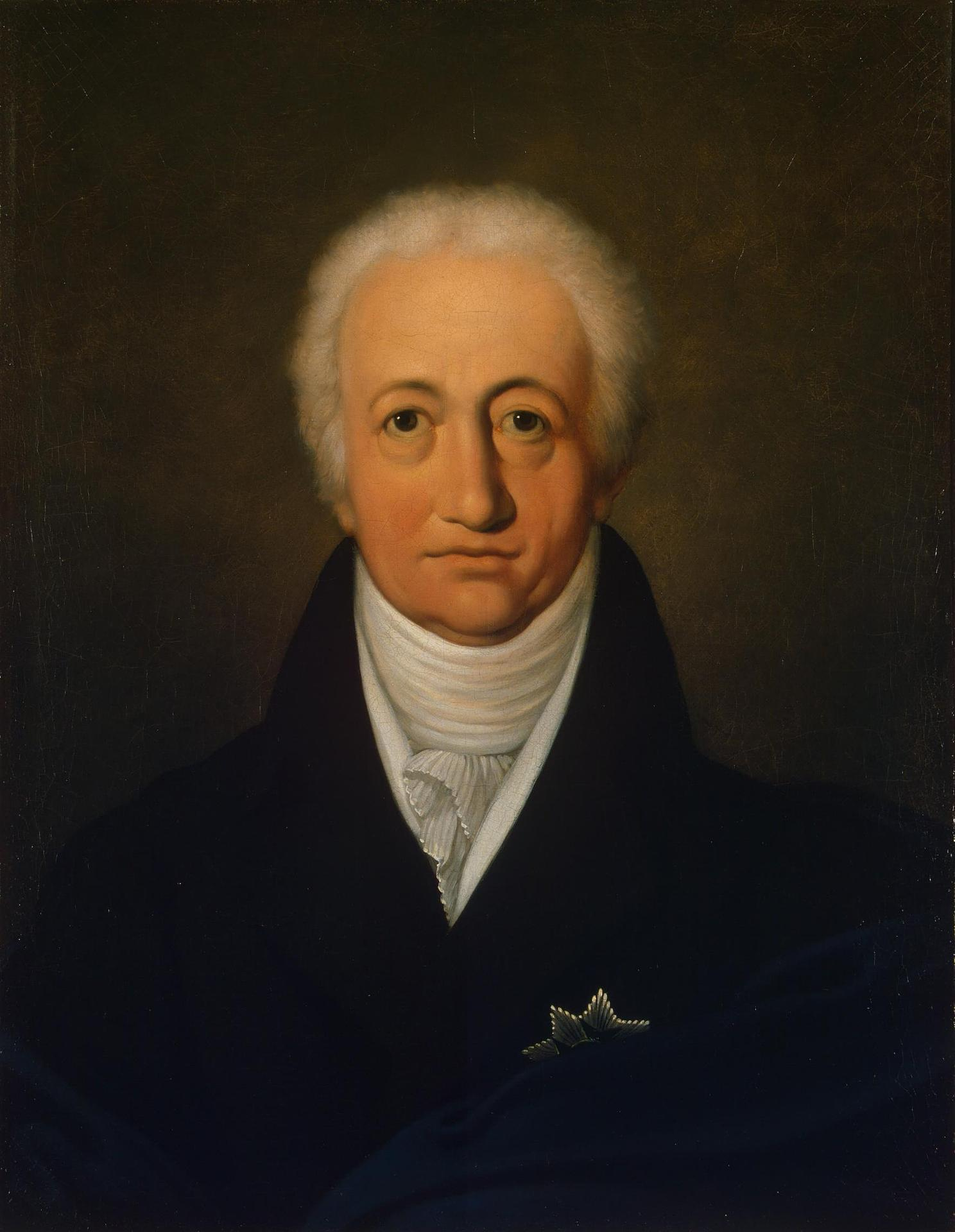
ヨハン・ヴォルフガング・フォン・ゲーテ (1818)
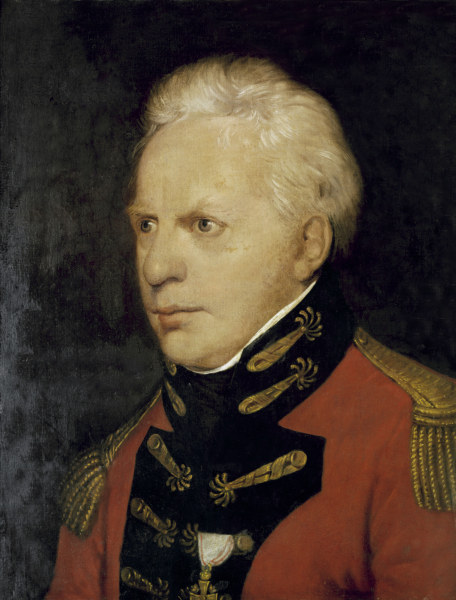
ゲオルク・ニコラウス・ニッセン (1809)
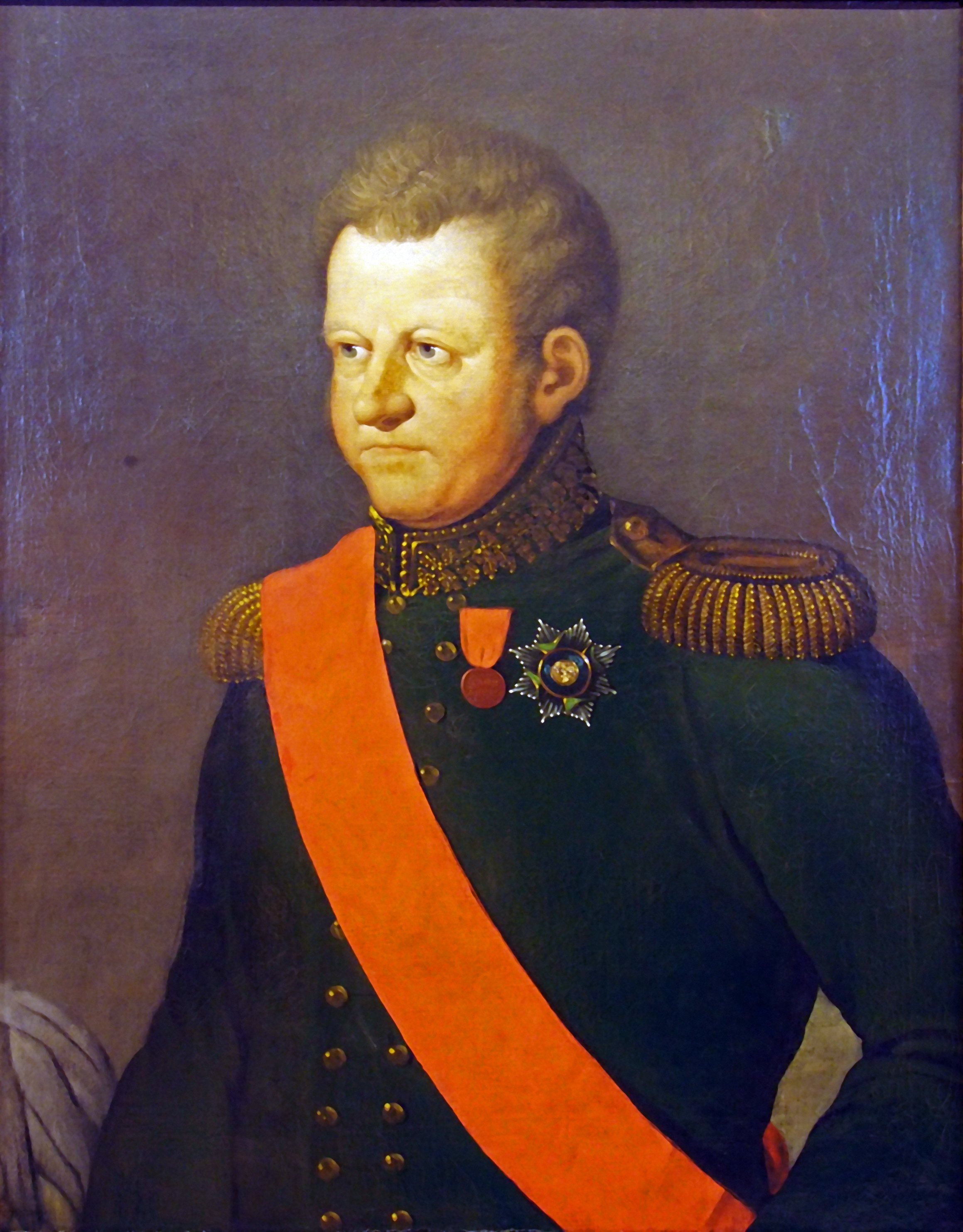
カール・アウグスト (ザクセン＝ヴァイマル＝アイゼナハ大公) 1816
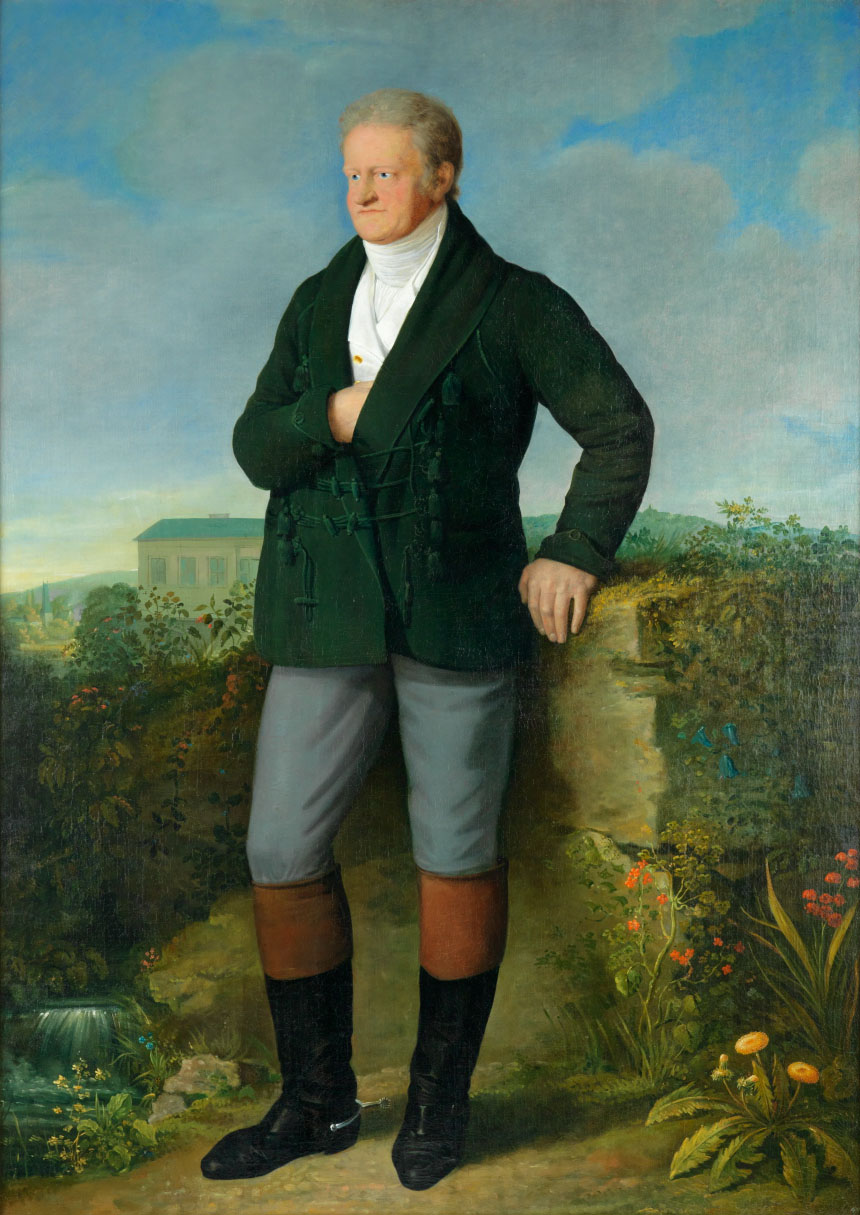
大公カール・アウグスト
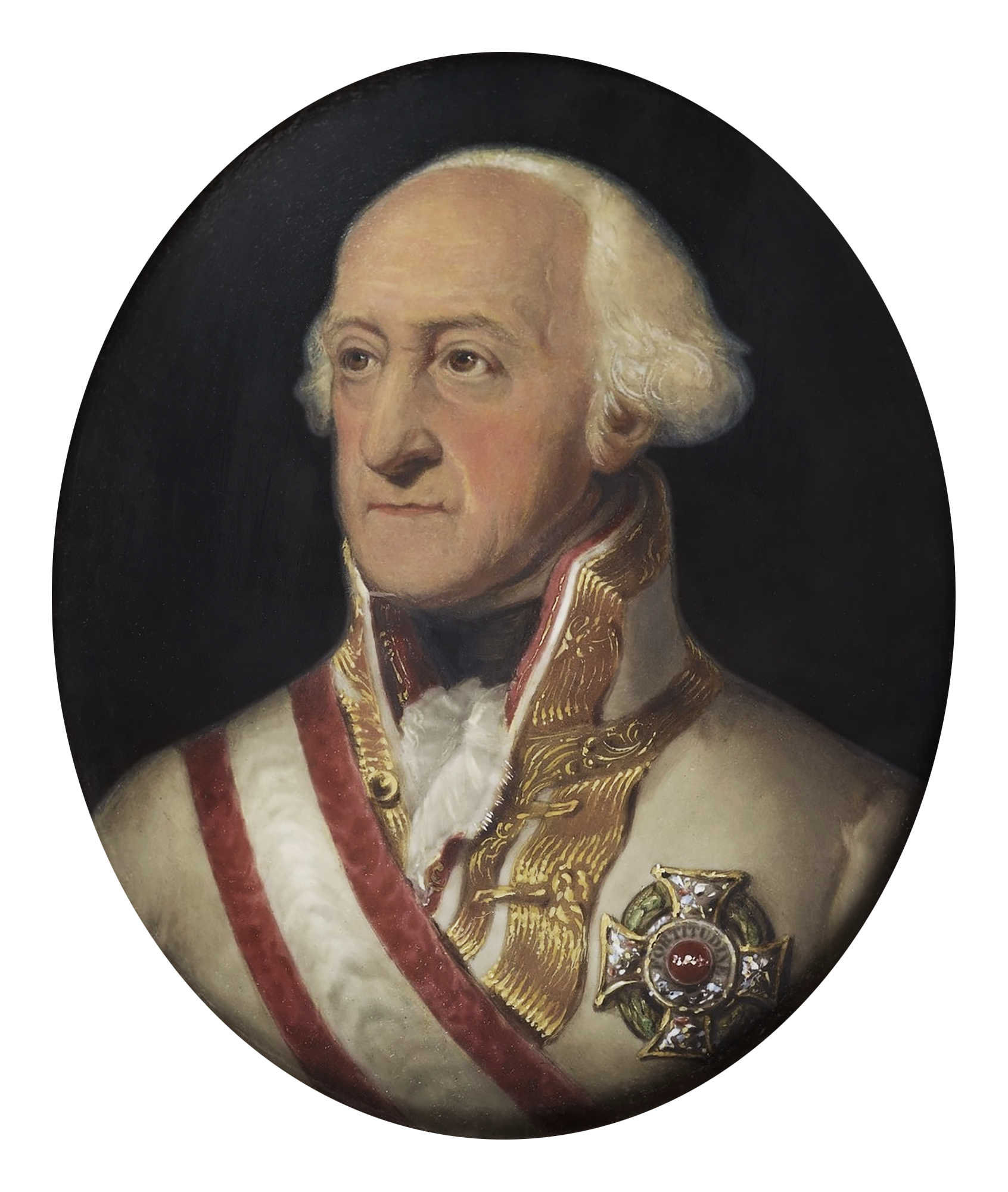
フリードリヒ・ヨシアス・フォン・ザクセン＝コーブルク＝ザールフェルト